# If Americans Knew
If Americans Knew est une organisation sans but lucratif qui se concentre sur le conflit israélo-palestinien et la politique étrangère des États-Unis concernant le Moyen-Orient, offrant une analyse de la couverture médiatique américaine de ces questions. Le site Web du groupe déclare que son objectif est de fournir « ce que chaque Américain doit savoir sur Israël / Palestine ». Le site critique généralement le soutien financier et militaire des États-Unis à Israël. Il a accusé le New York Times et d'autres organes de presse traditionnels d'être biaisés contre les Palestiniens,,,.
En plus de la journaliste indépendante et fondatrice Alison Weir, les membres du conseil comprennent Paul Findley, un ancien représentant des États-Unis et auteur de They Dare to Speak Out: People and Institutions Confront Israel's Lobby, et Andrew Killgore, un ancien ambassadeur des États-Unis au Qatar,.

## Contexte
Selon le site Web de l'organisation, la fondatrice Alison Weir a voyagé de manière indépendante à travers la Cisjordanie et la bande de Gaza en 2001, où elle a découvert une situation qu'elle considérait comme différente de ce qui était rapporté par les médias américains. Elle a déclaré que la représentation de la presse américaine était en contradiction significative avec celle rapportée par les médias du reste du monde et que les citoyens américains étaient non-informés et mal informés sur ce qu'elle considérait comme l'un des problèmes les plus importants qui les affectent aujourd'hui. Weir a donc fondé une organisation qui refléterait ce qu'elle considérait comme un point de vue plus objectif.
En plus de son site Web d'information, If Americans Knew place des panneaux d'affichage et des publicités sur Israël, la Palestine et les États-Unis et le fondateur Weir publie des articles et des articles d'opinion sur le sujet,,,.

## Positions
L'objectif déclaré de l'organisation est «d'informer et d'éduquer le public américain sur des questions d'importance majeure qui ne sont pas signalées, sous-déclarées ou mal signalées dans les médias américains», poursuivant en disant: «C'est le but de If Americans Knew d'informer les Américains. public avec précision sur [Israël-Palestine]. C'est surtout pour informer les Américains de notre lien personnel énorme, et trop souvent invisible, avec lui.".
Si les Américains Knew soutiennent que les médias américains sont « systématiquement centrés sur Israël dans leurs reportages, constatant qu'un grand nombre de journalistes rapportant sur le conflit israélo-palestinien ont des liens familiaux et personnels avec l'armée israélienne. »
Si les Américains savaient que le soutien des États-Unis à Israël devrait être réduit au motif qu'il n'est pas dans l'intérêt américain  ou aligné sur les principes américains, coûte des milliards aux contribuables américains, met de plus en plus en péril la vie des Américains et empêche la paix.
La directrice exécutive Alison Weir écrit que mettre fin à l'aide militaire américaine à Israël «aiderait à ramener la paix au Moyen-Orient, à construire un monde plus sûr et à atténuer une misère massive».
Il affirme que le soutien américain à Israël a longtemps été motivé par le lobbying au nom d'un gouvernement étranger, souvent via l'AIPAC, malgré les objections des experts du département d'État et du Pentagone, et ces dernières années par les efforts d'un « nombre croissant de des individus ayant des liens étroits avec Israël (connus sous le nom de néoconservateurs) « occupant des postes de haut niveau au sein du gouvernement américain .
If Americans Knew a publié une étude critique de la couverture du New York Times sur les décès israéliens et palestiniens, et a visité le éditeur en chef du New York Times, Daniel Okrent, pour discuter de leur étude,. Dans la colonne suivante, Okrent a mentionné la réunion mais a rejeté les conclusions de l'IAK.

## Réception
If Americans Knew a été condamné pour antisémitisme par Jewish Voice for Peace, la Campagne américaine pour mettre fin à l'occupation et la Ligue anti-diffamation.
L'Anti-Defamation League a appelé If Americans Knew l'une des nombreuses « organisations anti-israéliennes » et affirme en outre que « la critique d'Israël par Weir a, parfois, franchi la ligne de l'antisémitisme ». Ils ont cité l'utilisation par Weir d'une citation d'Israël Shahak qui caractérisait les croyances de certains Israéliens comme "une foi aussi impitoyable et suprémaciste". Weir elle-même a déclaré qu'elle considérait cette qualification citée comme ne relevant pas du courant dominant du judaïsme, et a exigé que l'ADL corrige ce qu'elle a appelé "des déclarations diffamatoires et inexactes".
L'ADL a exprimé son inquiétude au sujet d'un article écrit par le membre du conseil d'administration Paul Findley dans lequel il a accusé la relation de l'Amérique avec Israël pour les attentats du 11 septembre.
If Americans Knew a été salué par l'organisation de surveillance des médias Fairness and Accuracy in Reporting (FAIR) et qualifié de « précieux ».